# 2008-as GP2 francia nagydíj
A francia nagydíj volt a 2008-as GP2-szezon negyedik versenye. A versenyt Magny-Cours-ban rendezték június 21-én és 22-én.
A főversenyen Giorgio Pantano győzött Lucas di Grassi és Pastor Maldonado előtt, míg a sprintversenyen Sébastien Buemi végzett az első helyen, megelőzve Yelmer Buurmant és Luca Filippit.